# Tetsu Katayama
Tetsu Katayama (28 de julho de 1887 — 30 de maio de 1978) foi um político do Japão. Ocupou o lugar de primeiro-ministro do Japão de 21 de maio de 1947 a 23 de fevereiro de 1948.

## Primeiro-ministro e vida posterior
Após as eleições de 1947, nas quais o Partido Socialista ficou em primeiro lugar, Katayama formou um governo de coalizão com o Partido Democrata e o Partido Cooperativo Nacional. Apesar de liderar uma administração de curta duração, o tempo de Katayama no cargo viu a promulgação de uma ampla gama de reformas sociais progressivas, como a criação do primeiro Ministério do Trabalho do Japão, uma Lei de Compensação de Desemprego e uma Lei de Seguro Desemprego, e a revisão do Código Civil, cujo artigo sobre a instituição familiar foi totalmente reescrito (para proporcionar, por exemplo, ao filho mais velho uma maior participação na herança).
A Lei de Padrões Trabalhistas de setembro de 1947 introduziu a licença-maternidade por um período pós-natal obrigatório de cinco semanas e proibiu a demissão de mulheres durante a licença-maternidade e por trinta dias após o fim da licença, embora nem todas as trabalhadoras estivessem cobertas. Além disso, a lei previa salário igual para trabalho igual. A Lei de Segurança do Trabalho de novembro de 1947 continha autoridade para o governo operar um sistema de bolsas de emprego públicas gratuitas em uma base mais ampla e democrática do que sob a antiga Lei de Bolsa de Emprego. Também fornecia serviços públicos para pessoas com deficiência na obtenção de empregos, patrões trabalhistas ilegais e outras formas antidemocráticas de recrutamento de mão-de-obra. A Lei de Bem-Estar Infantil de dezembro de 1947 estendeu proteção especial a crianças abusadas, abandonadas e negligenciadas, garantiu os direitos de privacidade de crianças nascidas fora do casamento, estabeleceu programas de saúde para mães e crianças, providenciou cuidados pré-natais, proibiu o emprego de menores em ocupações perigosas, e aboliu a prática de trabalho escravo. A legislação também estabeleceu a base institucional para um sistema nacional de creches, criou padrões para pais adotivos e tornou o estado responsável pela criação e supervisão de orfanatos e outras instituições juvenis.
A Lei para a Eliminação da Concentração Econômica Excessiva (aprovada em dezembro de 1947) previa a dissolução de qualquer empresa considerada monopolística, enquanto a "lei sobre a expulsão dos controles afiliados de Zaibatsu" de janeiro de 1948 obrigava a renúncia de Membros da diretoria da Zaibatsu que eram parentes próximos das famílias Zaibatsu, enquanto uma medida foi tomada para proibir a ocupação de cargos simultâneos na diretoria de suas empresas afiliadas. Além disso, uma lei de funcionários do governo foi promulgada, o primeiro grupo de juízes da Suprema Corte japonesa foi nomeado, o governo local e a polícia foram reorganizados, os Ministérios do Interior, Marinha e Guerra foram abolidos, extensas revisões foram feitas criminal e houve avanços na reforma agrária.
No final da década de 1950, Katayama também era o presidente da União de Temperança do Japão. Após sua renúncia, Katayama tornou-se membro do Partido Socialista Democrático e defendeu a manutenção da constituição pacifista, a reforma eleitoral e a formação de uma comunidade global. Em 1963, Katayama deixou a política depois de perder seu assento nas eleições gerais.